# Aporophyla fusca
Aporophyla fusca là một loài bướm đêm trong họ Noctuidae.